# Orba
Orba – gmina w Hiszpanii, w prowincji Alicante, we wspólnocie autonomicznej Walencja, o powierzchni 17,72 km². W 2011 roku liczyła 2604 mieszkańców.